# Сара (Біблія)

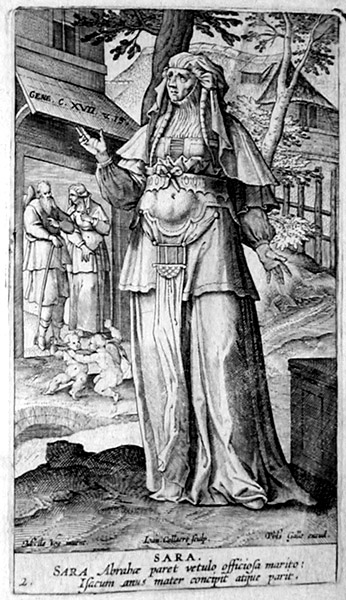
Сара. Гравюра Ганса Колерта 1581

Сара (івр. שָׂרָה, букв. владичиця; араб. سارة) — дружина та одноюрідна сестра Авраама, мати Ісаака.

## Старий Завіт

### Подорож у Ханаан
Книга Буття розповідає про Сару в 11—23 розділах. Її ім'я спочатку було Сара (івр. שָׂרָי). Перед народженням Ісаака змінює Бог ім'я Аврама на Авраам, а Сараї на Сара
Терах був батьком Авраама, Нахора і Гаран та доньки Сари.  Довгий час жив в Урі халдейському і заробляв продажем ідолів. Коли, Гаран, син Тераха і батько Лота помирає, сім'я (Терах, Аврам, Сара та Лот) переселяється в Харан (Північна Месопотамія), де Терах помер. Після цього Бог сказав Авраму піти з дому його батька і слідувати, куди Він вкаже. Також Бог пообіцяв, що зробить від Аврама великий народ, благословить і звеличить самого Аврама і через нього — всі народи на Землі. Тоді Аврам, якому на той момент було 75 років, разом з дружиною Сарою, племінником Лотом, всім майном і людьми, яких мав, вийшов з Харана та пішов у землю Ханаану. Господь сказав, що віддасть цю землю нащадкам Аврама. Споруджуючи жертовники Богу, Аврам продовжував рухатися на південь, проте в тій землі був голод, а тому, бажаючи уникнути його, Аврам попрямував до Єгипту. Наближаючись до цієї держави, він звелів своїй дружині Сарі сказати, що вона його сестра, побоюючись, що через її красу єгиптяни можуть його вбити. Єгипетські вельможі дійсно визнали Сару вельми красивою і повідомили про це фараону. Фараон взяв її собі в дружини, а Авраму завдяки цьому добре «..і були в нього вівці, воли, осли, раби, рабині, ослиці й верблюди». Однак Бог вразив фараона і його будинок через Сару. Фараон покликав до себе Аврама і запитав, чому ж той не повідомив, що Сара — його дружина. Після чого відправив геть Аврама з усім майном, Сарою і Лотом.
Основною темою оповідання про Сару та Авраама (Бут. 17:18; Бут. 21) є тема обіцяного потомства та союзу між Богом та Авраамом. Сара не може спочатку народити дітей. Вона дає свою рабиню, єгиптянку Агар, щоби вона замість Сари народила Авраамові.

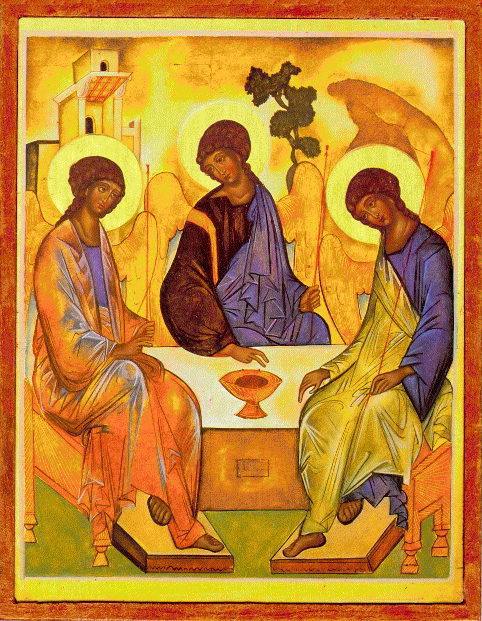
Відвідини Авраама у діброві Мамре

## Аґар
Книга Буття, розділи 16 і 21 вказує, що Агар була єгиптянкою, рабинею Сари, яка була безплідною. Сараї дала її Авраму як наложницю, щоб вона, замість неї, могла народити йому дитину. Коли Аґар завагітніла, вона почала вивищуватись над Сарою, і Сараї почала гнобити її. Аґар, не витримавши, втекла від житла Аврама. Але ангел Господній, знайшов її в дикій місцевості та наказав повертатися. Вона послухала цього голосу та підкорилася Сарі, і народила сина, якого назвали Ізмаїлом.
Через 13 років Бог обіцяє Авраамові сина від Сари, хоча Сара мала вже тоді 90 років. Під час відвідин Богом — Авраама у діброві Мамре, Він знову наголосив про народження сина Сарою. Сара почула це 
| Тож і засміялася Сара, кажучи сама до себе: Оце б то, зів'янувши, та здобутись на таку втіху? І чоловік мій вже старенький. Але Господь сказав до Авраама: Чого ж це сміялася Сара, кажучи: Чи ж справді можу родити, бож я стара! Хіба для Господа є щось трудне? |

## Авімелех та народження Ісаака

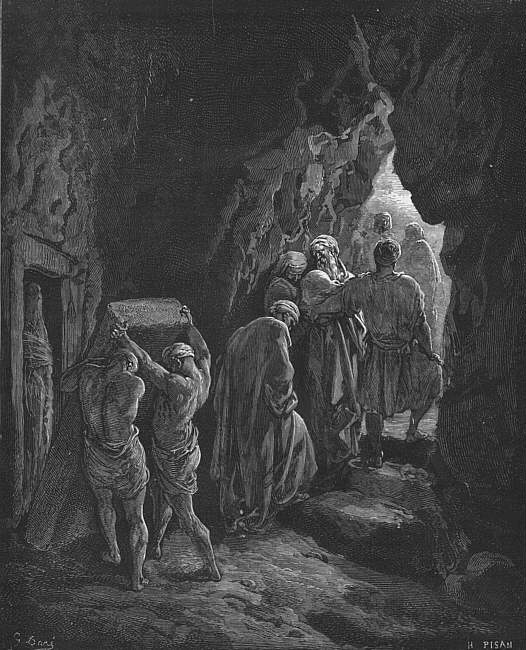
Поховання Сари (Гюстав Доре)

Після знищення Богом Содома та Гоморри Авраам переселився з діброви Мамре (нагір'я Хеврону) у Негев-край і оселився між Кадешем та Шуром, перебував трохи й у місцевості Ґерар, де царював Авімелех. Побоюючись за своє життя Авраам знову сказав, що Сарра є його сестрою. Вражений красою Сари (якій на той час було близько 90 років) Авімелех взяв її у свій гарем, але не встиг до неї доторкнутися. Бог з'явився вночі Авімелеху та наказав йому повернути Сарру Аврааму під загрозою загибелі всього його роду. Авімелех негайно виконав наказ (Бут. 20).
Через рік Сара народила сина, якого назвали Ісааком, від івр. יִצְחָ֥ק — сміятися. Після відлучення Ісаака від грудей, Сара сказала Авраамові прогнати Аґар з Ізмаїлом, що він і зробив. Після цього Авраам і Сарра оселилися у Версавії.
За біблійним оповіданням Сарра померла у 127-річному віці, та похована Авраамом у склепі Печери Махпела у Хевроні.

## Новий Завіт
Апостол Павло у Посланні до Римлян ставить прикладом віру Авраама та слідуванні його обітниці Божій, незважаючи на його та Сари вік і згадує при цьому про «завмерле лоно Сари». У цьому ж сенсі обіцянки, обітниці, згадується Сара і у Рим. 9:8—9. Прикладом поводження жінки з чоловіком називає апостол Петро у своєму Першому посланні, де покору жінки чоловікові приписано за чесноту. В Листі до Євреїв апостола Павла — Сарра названа єдиною праматір'ю євреїв: «Вірою і сама Сара дістала силу прийняти насіння, дарма що вже була похила в літах, бо вважала вірним того, хто дав обітницю. Тож від одного, та ще й омертвілого, народилося так багато, як зір на небі, як піску край моря, без числа.».

## Постать Сари
Святослав Шевчук:
Класична грецька краса — це коли є гармонія душі й тіла. А є ще біблійна краса. Сара була такою красивою у 80 років, що її чоловік Авраам боявся йти з нею в Єгипет. Щоб через ту красу його не вбили. Для захисту він назвався її братом, а не чоловіком. І в Сару закохався фараон. У чому полягала її краса? Сара була повна Богом. Тільки Він красивий.